# Nemzetiségi szószóló
A nemzetiségi szószóló  jogintézményét Magyarország Alaptörvénye alapján, amely deklarálja, hogy „a velünk élő nemzetiségek a magyar politikai közösség részei és államalkotó tényezők", az Országgyűlésről szóló 2012. évi XXXVI. törvény vezette be,  a nemzetiségek országgyűlési képviseletének biztosítása érdekében.

## Választása
Lehetőségük van nemzetiségi szószólót küldeniük az Országgyűlésbe azoknak a nemzetiségi listát állító nemzetiségeknek, amelyek nem érték el a kedvezményes mandátumhoz szükséges szavazatszámot. A nemzetiségi szószóló a listájukon 1. helyen szereplő személy lesz. A  nemzetiségi szószóló abban az esetben képviseli nemzetiségét az Országgyűlésben, ha annak listája nem nyer mandátumot az országgyűlési képviselők választásán.

## Elsődleges feladata
A nemzetiségi szószóló elsődleges feladata az adott nemzetiség képviselete a parlamentben. A szószóló jogai és kötelezettségei is főként a nemzetiségek érdekeit és jogait érintő indítványok és ügyek köré csoportosulnak. Az Országgyűlésben – jogállásából eredően – nem rendelkezik szavazati joggal, de annak ülésén felszólalhat, ha a Házbizottság megítélése szerint az adott napirendi pont a nemzetiségek érdekeit, jogait érinti. E mellett a szószóló rendkívüli ügyben napirend után is felszólalhat. Kérdést intézhet továbbá a Kormányhoz és a Kormány tagjához, valamint az alapvető jogok biztosához, az Állami Számvevőszék elnökéhez és a legfőbb ügyészhez a feladatkörükbe tartozó, a nemzetiségek érdekeit, jogait érintő ügyben. A szószóló nemzetiségeket érintő határozati javaslatot is benyújthat az Országgyűlésnek.

## Jogai és kötelezettségei
A szószólók a nemzetiségeket képviselő országgyűlési bizottság tagjai, a bizottság munkájában szavazati joggal vesznek részt. Az állandó bizottságok, illetve a törvényalkotási bizottság ülésein – az érintett bizottság elnökének döntése alapján vagy nemzetiségeket érintő napirendi pont esetén – tanácskozási joggal vesznek részt.
A szószólók jogai és kötelezettségei egyenlők, tevékenységüket a köz és az adott nemzetiség érdekében végzik. A szószólókat mentelmi jog illeti meg, a képviselőkre vonatkozó bejelentési, összeférhetetlenségi, vagyonnyilatkozati, és javadalmazási és fegyelmi szabályok rájuk is irányadóak.